# 2-й Обыденский переулок
2-й Обы́денский переу́лок — улица в центре Москвы в Хамовниках между Курсовым переулком и Остоженкой. Здесь расположен Храм Илии Пророка Обыденного.

## Происхождение названия
Получил название 7 июня 1922 года по церкви Ильи Пророка Обыденного (первое её деревянное здание построено не позднее XVI века), построенной, по преданию, верующими по обету обыденкой, то есть за один день. До 1922 года — 2-й Ильинский переулок. Это название переулку было дано в XVIII веке по той же церкви.

## Описание
2-й Обыденский переулок начинается от Курсового, проходит на северо-запад параллельно Пожарскому переулку, справа на него выходит 3-й Обыденский, заканчивается на Остоженке.

## Здания и сооружения
По нечётной стороне:
- № 3 — доходный дом (1914, архитектор П. И. Антипов).
- № 9  7735088000 — гимназия (1903, архитектор Л. А. Херсонский), сейчас — гимназия № 1529.
- № 11 — доходный дом Е. Е. Констан (1903, архитектор Ф. А. Когновицкий)[2]. В настоящее время — лингвистический центр «Бизнес-Лингва».
- № 13  781410032770005 — доходный дом Г. Е. Бройдо (1904—1910, архитектор Н. И. Жерихов)[2].

По чётной стороне:
- № 6  771510298300006 — храм Илии Пророка Обыденного.
- № 10 — жилой дом рабоче-строительного кооператива «Звено» (1928, архитектор В. Н. Семёнов)[2]. Здесь жил инженер-химик Н. И. Гельперин[3].
- № 12 — гимназия Московского Общества преподавателей (1914—1916, архитектор В. В. Воейков)[2].